# Wonder (roman)
Pour les articles homonymes, voir Wonder.
Cet article concerne le roman de R. J. Palacio. Pour le film de Stephen Chbosky, voir  Wonder.
Wonder est un roman américain de R. J. Palacio (pseudonyme de Raquel Jaramillo Palacio) publié en 2012 aux États-Unis, traduit en français par Juliette Lê en 2013...

## Résumé
L'histoire est celle d'un jeune garçon de dix ans (August) habitant à New York, atteint d'une malformation du visage depuis sa naissance, le Syndrome de Treacher Collins ou dysostose mandibulofaciale et de son intégration à l'école (collège)publique après des années de scolarité à domicile. L'histoire se passe de nos jours. Elle confronte le personnage principal atteint du handicap, vivant comme tout enfant et les autres jeunes de son âge n'ayant jamais vu quelqu'un comme tel. August se voit être au centre des regards mais aussi des réflexions. Au collège, il se fait des amis ainsi que des ennemis, néanmoins, son intégration est très difficile, dès le mois d'octobre, une rumeur circule selon laquelle quiconque le touche, se voit attraper la peste. Alors une « guerre » s'installe dans l'enceinte de l'établissement entre les élèves de classe de 6e : ceux ayant de la popularité et August et ses amis. Le conflit se déroule de façon pacifique, plutôt morale que physique. Quand August va devoir porter un appareil auditif, beaucoup d'élèves se rapprocheront de lui car ils trouvent qu'il est très courageux de ne rien montrer de sa souffrance ainsi que d'autres qui désapprouvent les actions de l'ennemi d'August. Cette guerre va durer toute l'année et se termine par un conflit avec des élèves de 4e durant un séjour où les sixièmes protègent August. Le livre mélange l'histoire d'August et des éléments personnels de chacun des narrateurs se succédant. Ensuite, l'ennemi juré d'August va changer de collège et August passera une scolarité tout à fait normale entouré de ses proches et de sa famille.

## Personnages
- August (Auggie) Pullman : Le personnage principal, atteint d’une maladie, jeune garçon victime de harcèlement qui veut être « normal ».
- Olivia (Via) Pullman : La sœur aînée d'August, 16 ans, entre en seconde, elle est très proche de son frère.
- Isabel et Nate Pullman : Les parents d'August et de Via, très gentils et aiment leurs enfants.
- Jack Will : Un bon ami d'August qui a 10 ans.
- Summer Dawnson : Une amie d'August, 10 ans, elle est venue vers August de son plein gré.
- Julian Albans : l’ennemi d'August de Jack et de Summer, il est l’élève le plus populaire des {6e}.
- Monsieur(Lawrence) Bocu : Proviseur de l'école d'August.
- Justin : Le petit ami de Via, 16 ans, il joue du violon et fait du théâtre.
- Miranda : La meilleure amie de Via, 16 ans, cheveux roses, adore August et le considère comme un membre de sa famille.
- Daisy : La chienne et meilleure amie des Pullman
- Ours : Le nouveau chien des Pullman.

## Particularités
Le livre est écrit en plusieurs parties, six des personnages principaux (August, Via, Jack, Summer, Justin et Miranda) racontent leurs versions de l'histoire chronologiquement, au fil des mois, ce qui permet de comprendre des éléments qui restaient inconnus jusqu'à présent. Le roman est réaliste et touchant, car le style d'écriture est simple et écrit du point de vue interne, cela donne au lecteur l'impression que les personnages lui parlent, ce qui le met en immersion dans l'histoire et le rapproche d'eux.  

## L'auteur
R. J. Palacio est le pseudonyme de Raquel Jaramillo, directrice artistique spécialisée dans les livres pour enfants de Workman Publishing, une maison d'édition américaine. Elle vit à New York avec ses 2 enfants, son mari, ainsi que ses chiens Bear et Daisy. Elle a mis 1 an et demi pour écrire ce roman.
Dans ses remerciements, elle cite la rencontre avec une petite fille ayant une difformité faciale comme inspiration et dédie son livre à tous les « Auggies ».
Ses deux chiens ont le même nom que les deux chiens dans le roman.